# Lübecker Löwen
Die Lübecker Löwen sind vier Tierstatuen, die lebensgroße Löwen darstellen, die einerseits an Lübecks Entstehung als Löwenstadt symbolisieren, aber auch für die Wehrhaftigkeit als solche stehen. Zwei von ihnen haben durch ihre Platzierung vor dem Lübecker Holstentor mit dem Wahrzeichen weltweite Bekanntheit erlangt.

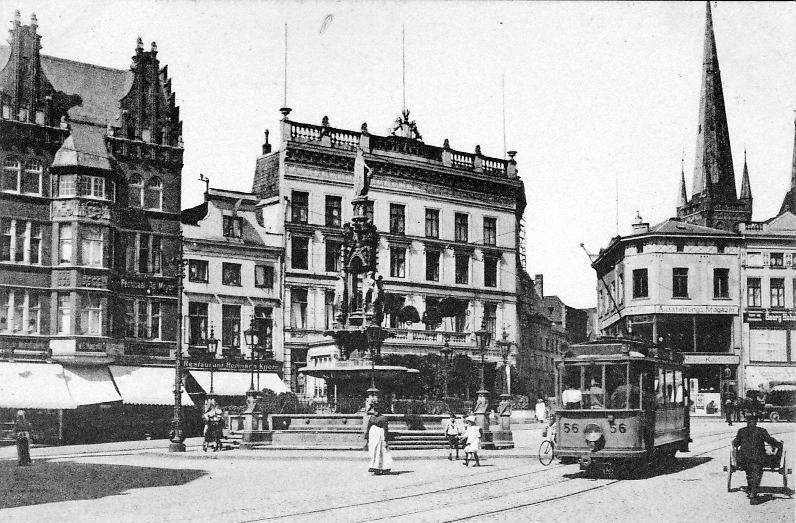
Hotel Stadt Hamburg mit Löwen um 1905

Der Kaufmann Johann Daniel Jacobj (1798–1847) ließ sich die beiden ruhenden Löwen Mitte des 19. Jahrhunderts von Christian Daniel Rauch durch die Königlich Preußische Eisengießerei in Eisenguss anfertigen und ließ sie vor seinem Haus in der Großen Petersgrube 19 aufstellen. Nach seinem Tod kamen sie in den Besitz eines Weinhändlers namens Pflüg, der sie vor dem Hotel Stadt Hamburg am Klingenberg aufstellen ließ. Hier hat Thomas Mann sie schon als Kind gesehen und in seinen Tonio Kröger eingebaut:
„Da war das Hotel, und es waren die beiden schwarzen Löwen, die davor lagen und vor denen er sich als Kind gefürchtet hatte. Noch immer blickten sie mit einer Miene, als wollten sie niesen, einander an; aber sie schienen viel kleiner geworden seit damals.“
Diese Luxusherberge, die viele Prominente am Klingenberg vorübergehend beheimatete, wurde im Zweiten Weltkrieg zerstört, die Löwen überstanden jedoch den Luftangriff auf Lübeck am 29. März 1942.
Nachdem sie nach Kriegsende zunächst im Lübecker St.-Annen-Museum untergebracht waren, ruhen sie seit 1949 auf niedrigen steinernen Sockeln stadtauswärts am Ende der kleinen Parkanlage vor dem Holstentor. Dort sind sie begehrtes Fotomotiv für Touristen. Ihr Bild ist auf zahlreichen Postkarten zu sehen. Für die Gazelle von Fritz Behn auf der anderen Seite der Kreuzung vor dem Mövenpick Hotel scheinen sie sich nicht zu interessieren. Aufgrund der seriellen Fertigung finden sich Güsse dieses Schlafenden Löwen und dieses Wachenden Löwen auch an anderen Orten in Mitteleuropa.
Die beiden Löwen aus Bronzeguss vor dem Burgtor an der Nordseite der Burgtorbrücke am Zugang zum Burgfeld haben keine so große Bekanntheit erlangt wie die vor dem Holstentor. Dennoch werden der wachende und der waidwunde Löwe häufig auf Fotografien des nördlichen Stadttores mit aufgenommen, wie etwa auf einigen Bildern des Lübecker Fotografen Thomas Radbruch. Hergestellt wurden diese Löwen 1913 von Fritz Behn für den Lübecker Konsul Heinrich Leo Behncke als Besitzer des Gutes Nutteln bei Parchim. Erst 1931 wurden sie in Lübeck aufgestellt.
Weiter steht als Geschenk der Familie Dräger eine Kopie des Braunschweiger Löwen vor dem Lübecker Dom. Das Original ist die älteste freistehende Erzskulptur nördlich der Alpen, deutlich beeinflusst von der Kapitolinische Wölfin. Im Dom selbst befindet sich die vergoldete Skulptur einer Löwin aus romanischer Zeit. Der zu ihr gehörende Löwe hat den Brand der Kirche im Zweiten Weltkrieg nicht überstanden.
Schon im Mittelalter fertigte der Lübecker Gießer Hans Apengeter ein Aquamanile in Löwenform, heute im Germanischen Nationalmuseum.
Die „Löwe von Lübeck“ war hingegen ein bekanntes Kriegsschiff der Lübecker Flotte der ausgehenden Hansezeit.

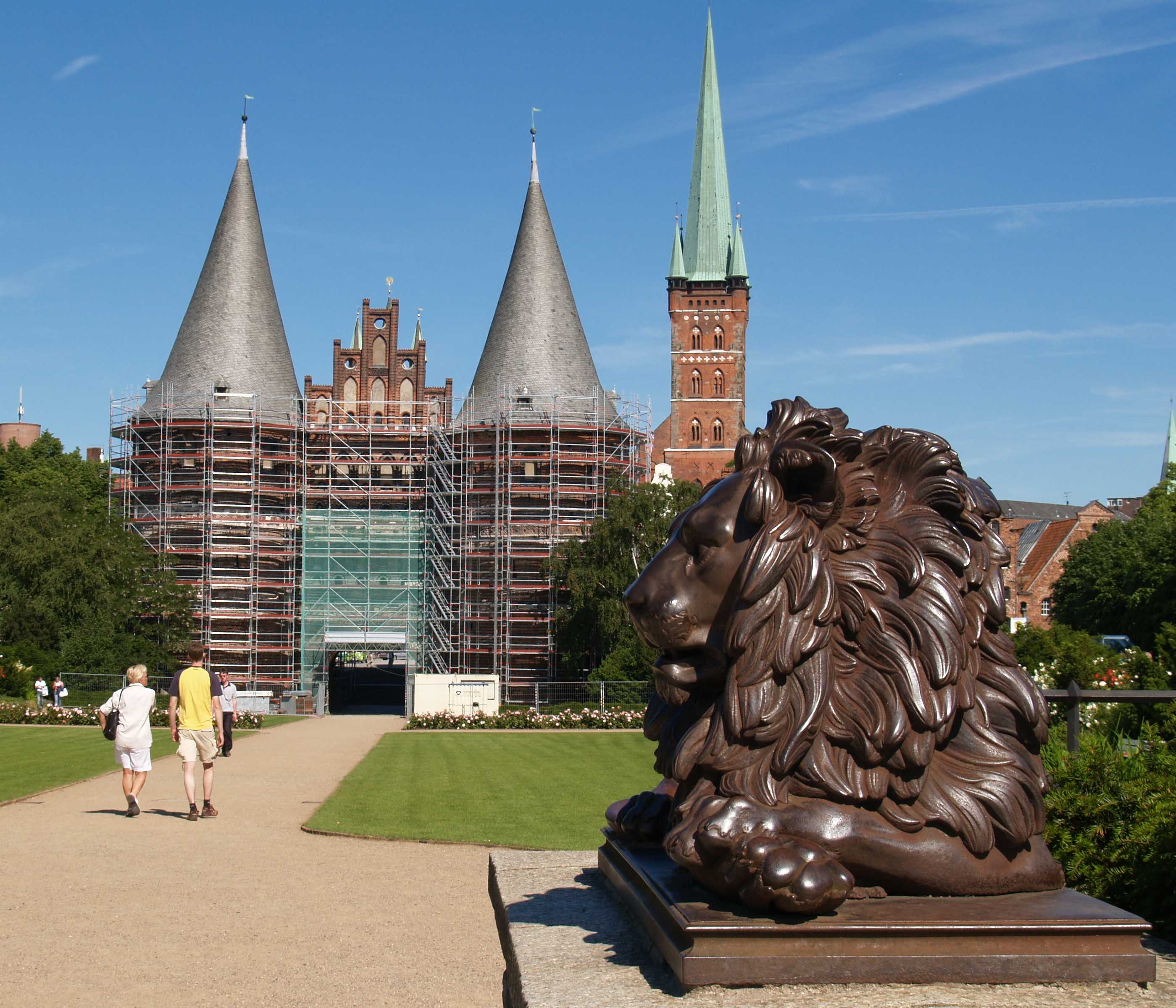
Die eisernen Löwen vor dem Holstentor …
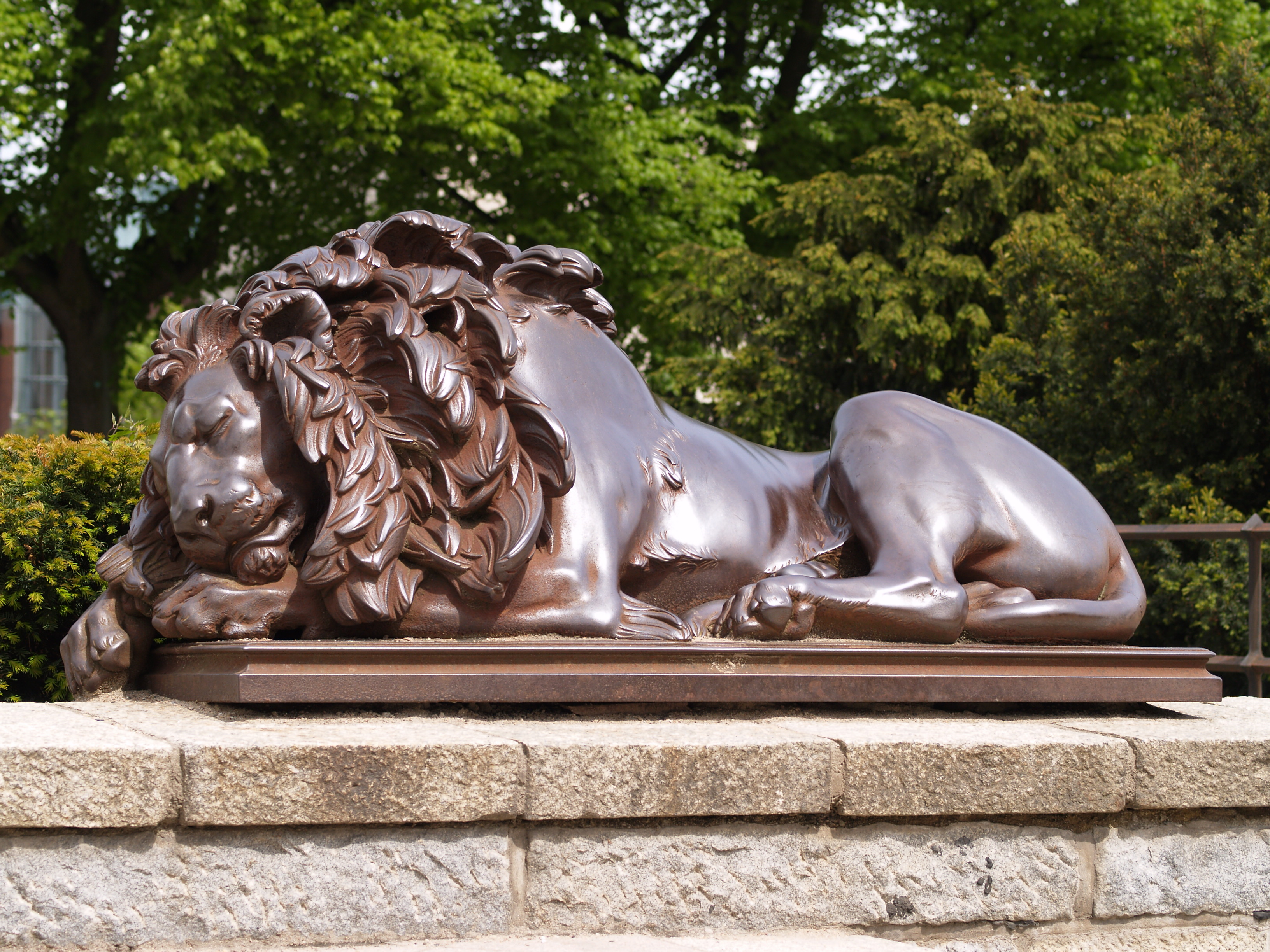
… der linke und …
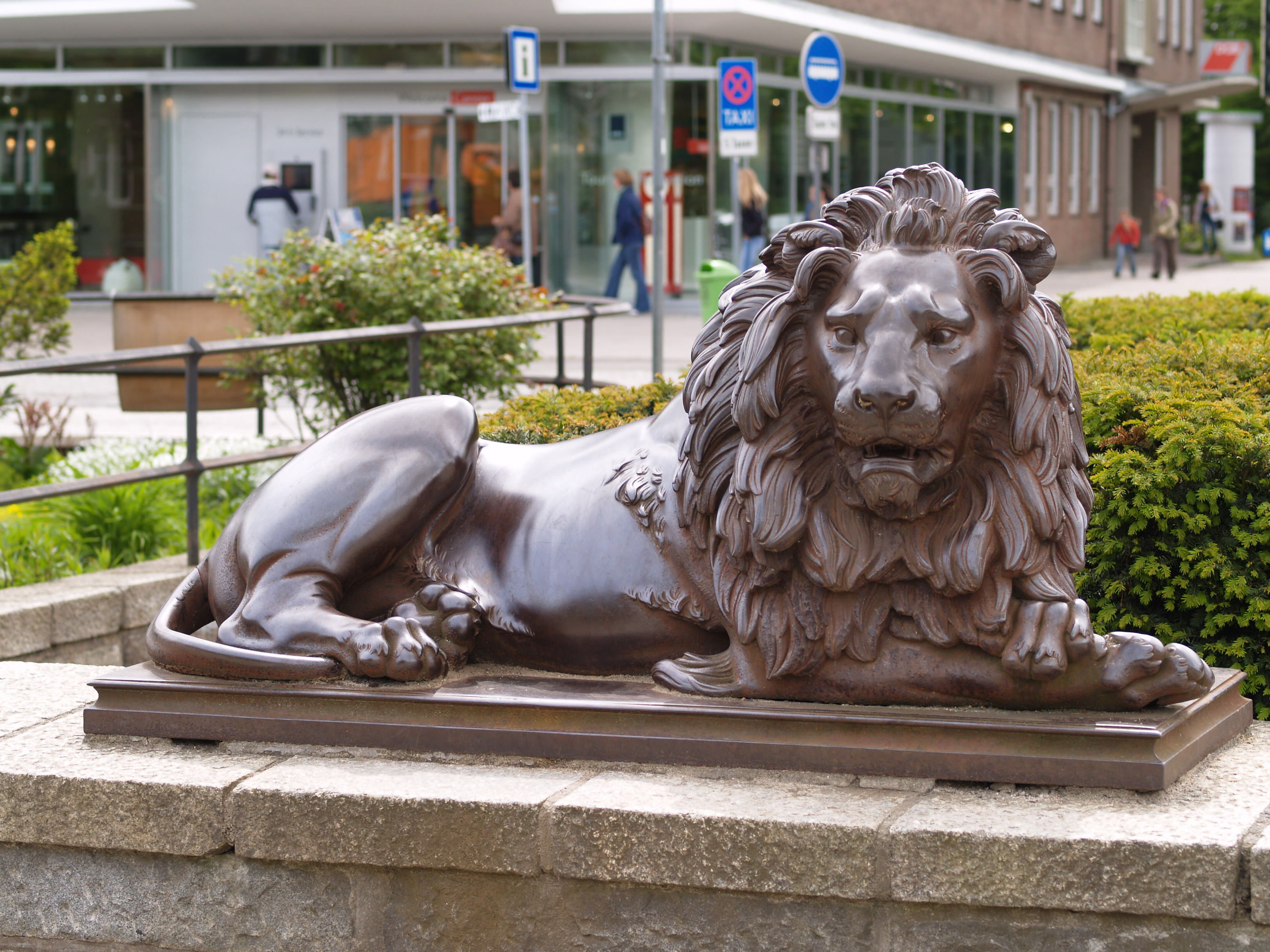
… der rechte,
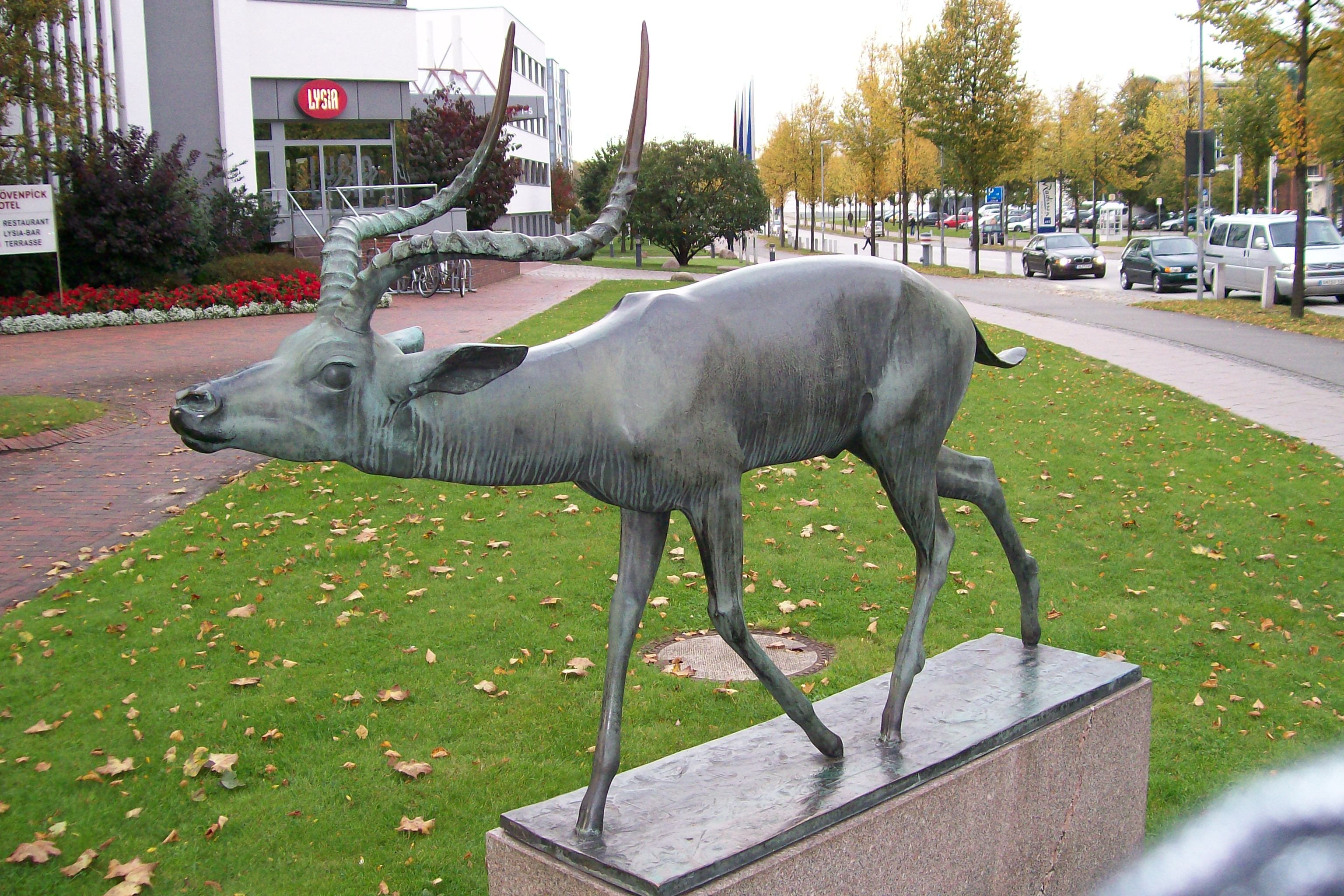
sowie die schreitende Gazelle in Sichtweite …
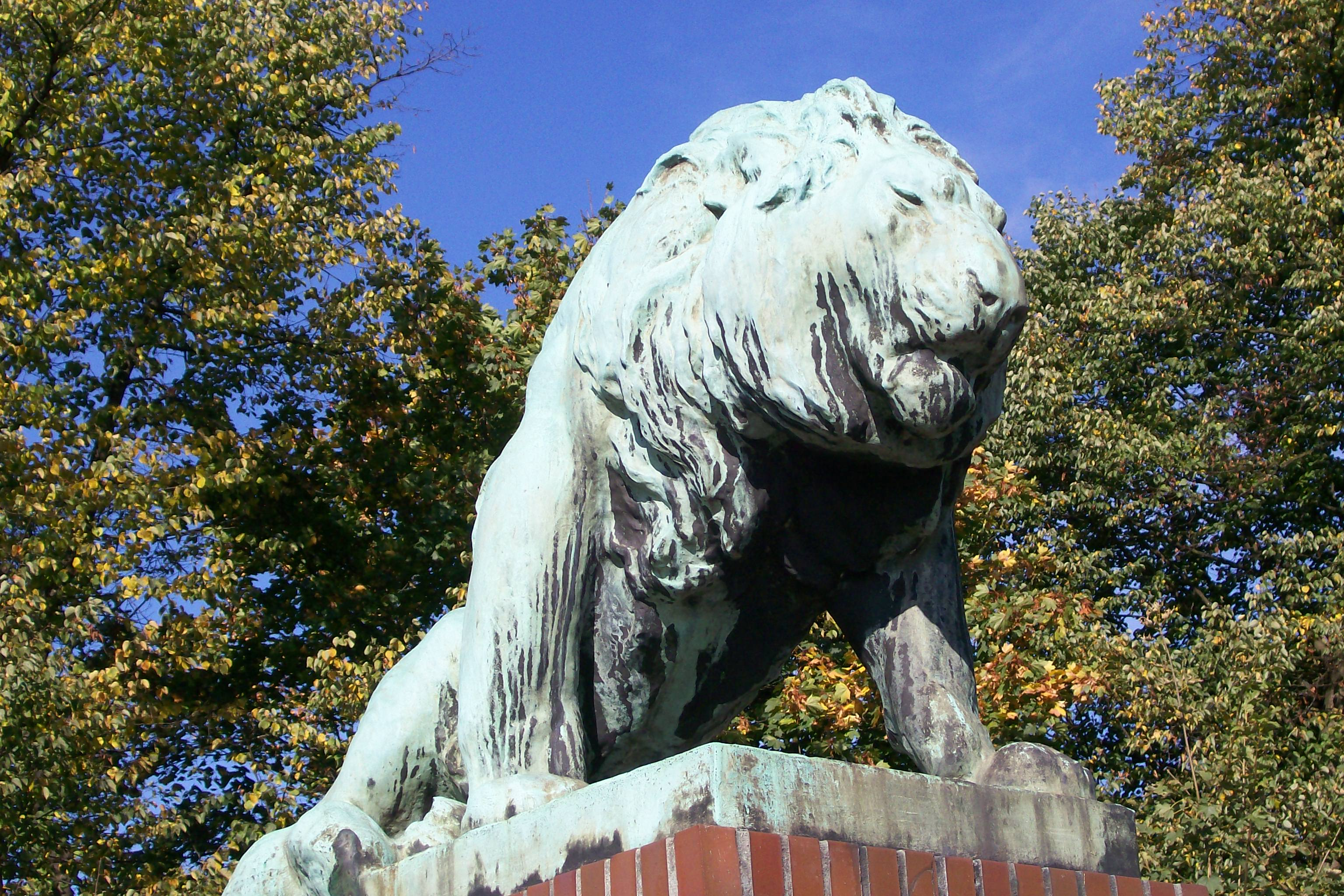
Linker Burgtorlöwe
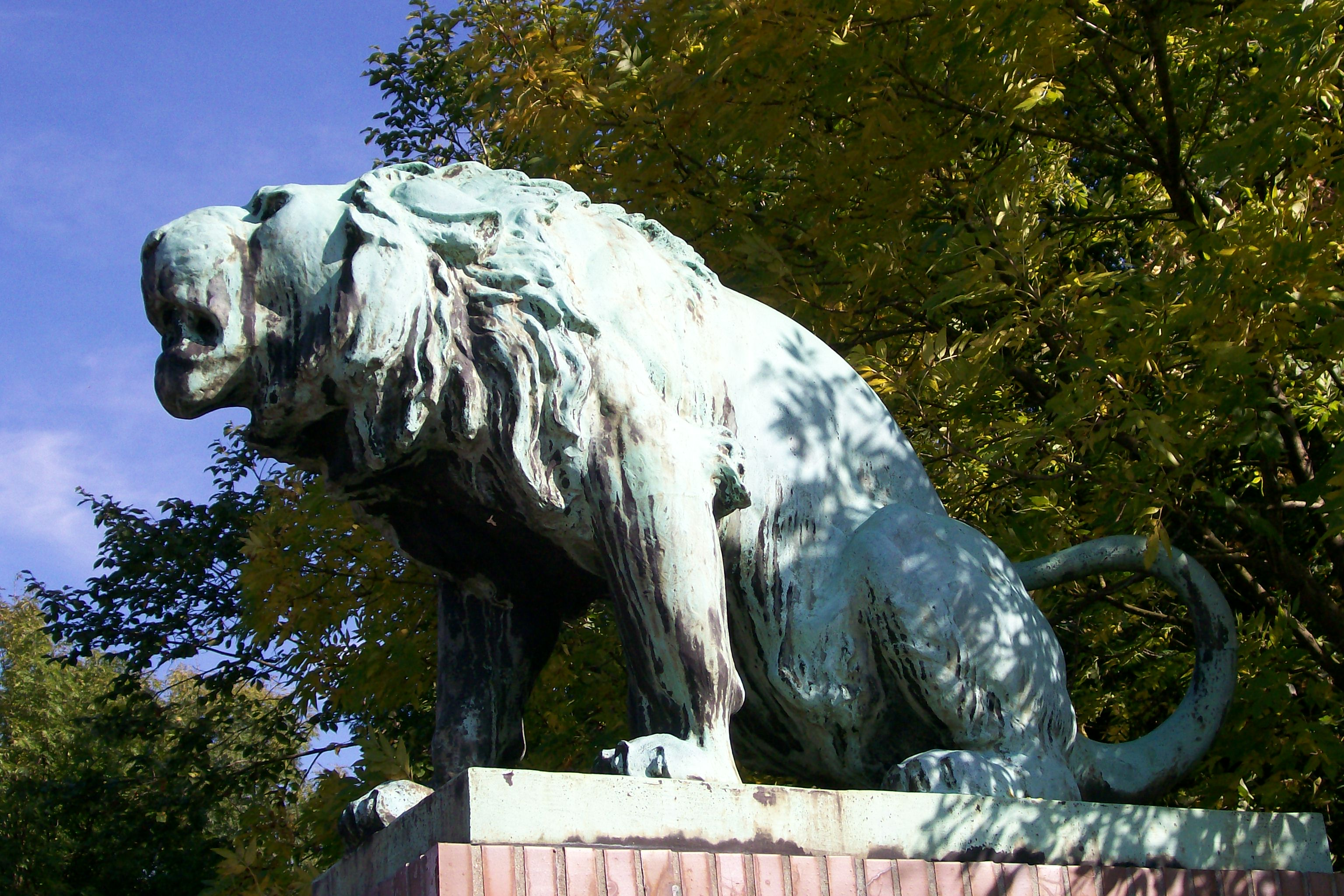
… und der rechte
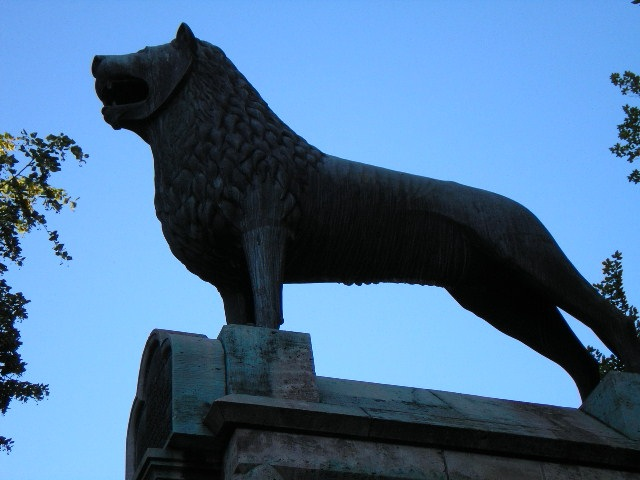
Braunschweiger Löwe vor dem Dom …
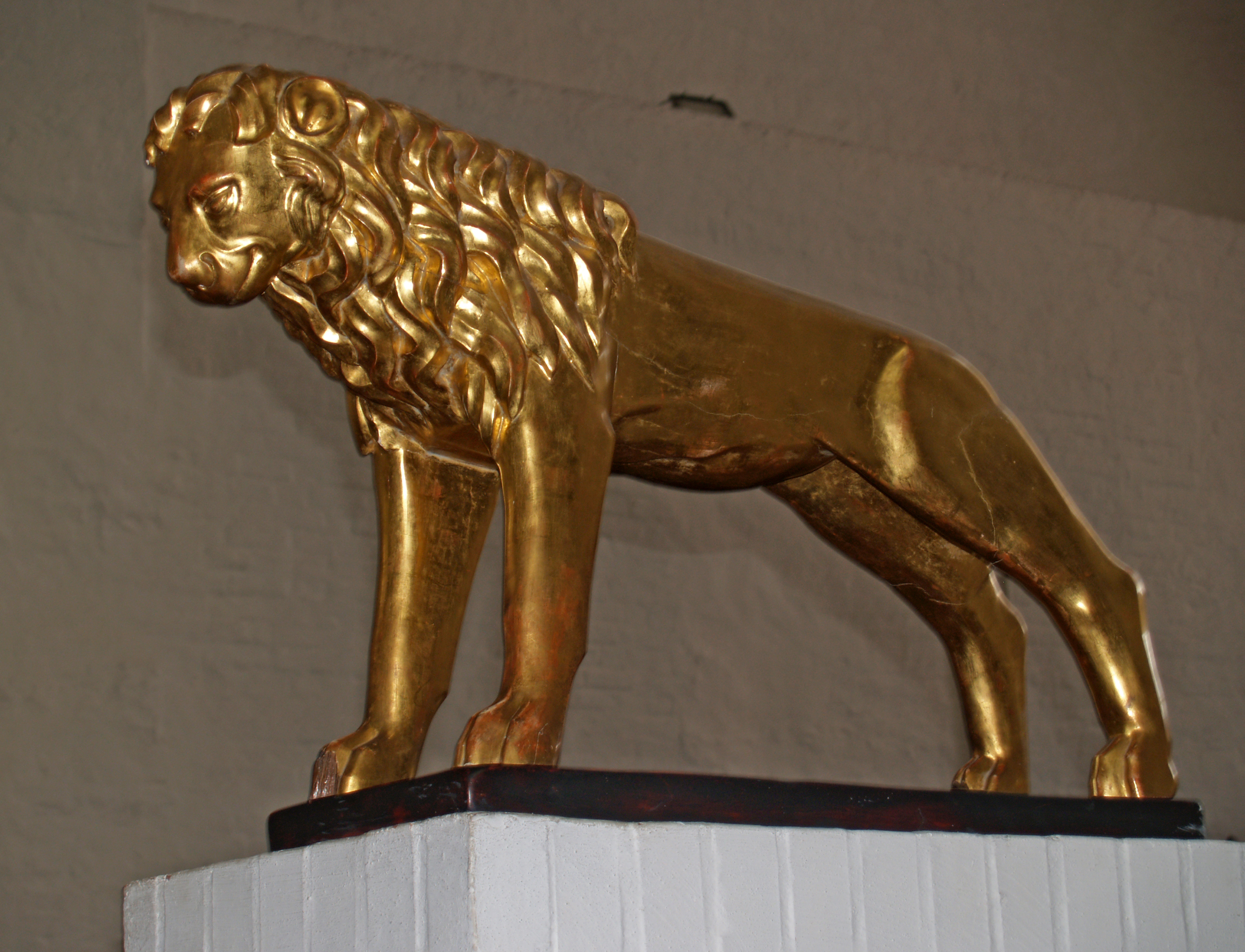
… und die Löwin darin.
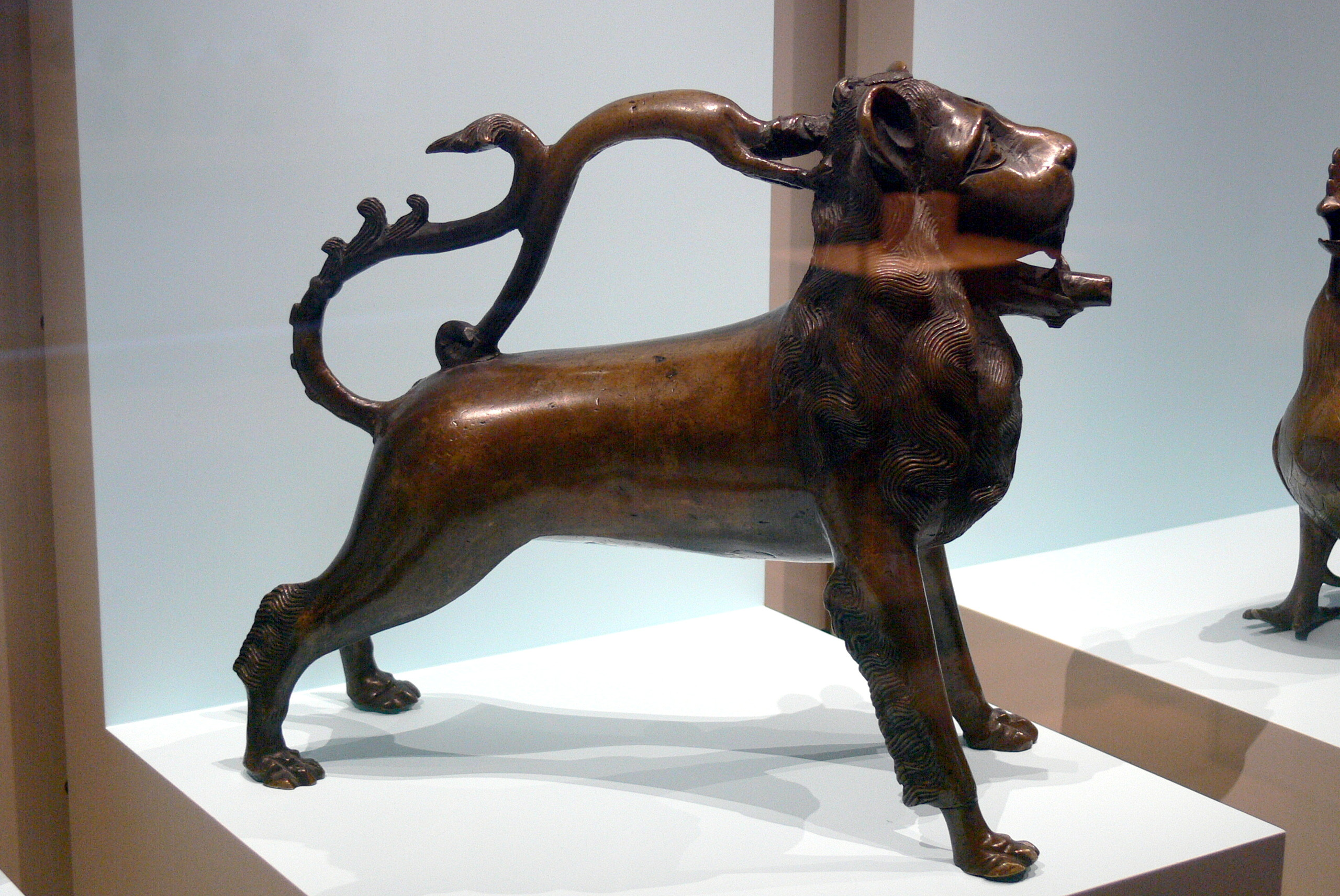
Aquamanile aus den 1330ern